# Kitzbühel
Pour les articles homonymes, voir Kitzbühel (homonymie).
 Kitzbühel (en allemand : /ˈkɪt͡sˌbyːəl/ ? Écouter [Fiche], aussi:/ˈkɪt͡sˌbyːl/ ? Écouter [Fiche] ; le nom signifie « la colline au chamois ») est une ville autrichienne située dans le nord-est du Land de Tyrol. C'est le chef-lieu du district de Kitzbühel.
Il s'agit d'une station de sports d'hiver, axée principalement sur le ski alpin et considérée dans le milieu comme l'un des plus beaux plateaux proposés, grâce, notamment, à la Streif, sa piste de descente, vue par beaucoup comme la plus difficile et prestigieuse du monde. Située sur la montagne du Hahnenkamm, cette piste est le lieu de l'un des événements annuels les plus importants de la coupe du monde de ski alpin, par l'organisation d'un super-G, d'une descente, d'un slalom et d'un combiné.

## Géographie

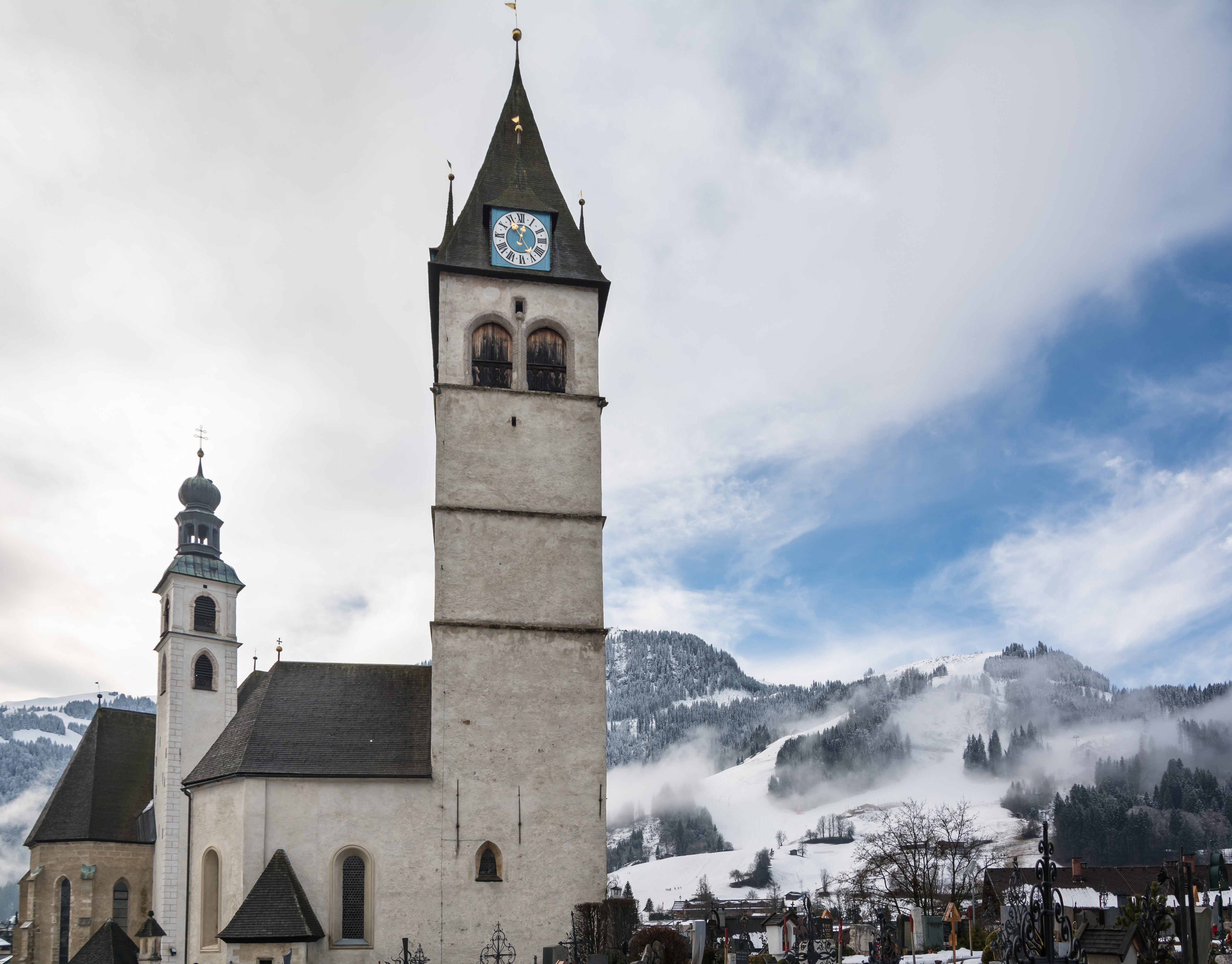
Les églises de Kitzbühel et le Hahnenkamm à l'arrière plan.

La ville se situe sur la rivière Großache (Kitzbüheler Ache) au milieu des Alpes de Kitzbühel, à environ 95 kilomètres à l'est d'Innsbruck, capitale du Land. À l'ouest s'élève la falaise du Hahnenkamm, vis-à-vis du Kitzbüheler Horn à l'est.

## Historique
Le lieu de Chizbuhel est mentionné pour la première fois dans un acte de l'abbaye de Chiemsee entre 1178 et 1182. Le domaine faisait partie du duché de Bavière ; en 1255, il revint à la Haute-Bavière et le duc Louis II concéda à Kitzbühel les droits de ville. Située sur la route menant du Chiemgau dans les Alpes orientales, elle devint un pôle commercial important.
Sous la suprématie du duc Louis IX de Bavière-Landshut depuis 1450, L'évolution dans les secteurs manufacturier et minier a été poussé ; en 1504, au cours de la guerre de Succession de Landshut, les domaines bavarois de Kitzbühel, Kufstein et Rattenberg ont été rattachés au comté de Tyrol par le roi Maximilien. Pendant des siècles, la ville faisait partie de la monarchie de Habsbourg. Selon les stipulations du traité de Presbourg signé en 1805, l'empereur François Ier fut obligé de remettre les possessions tyroliens au nouveau royaume de Bavière ; elles furent néanmoins restituées par résolution du congrès de Vienne en 1815.

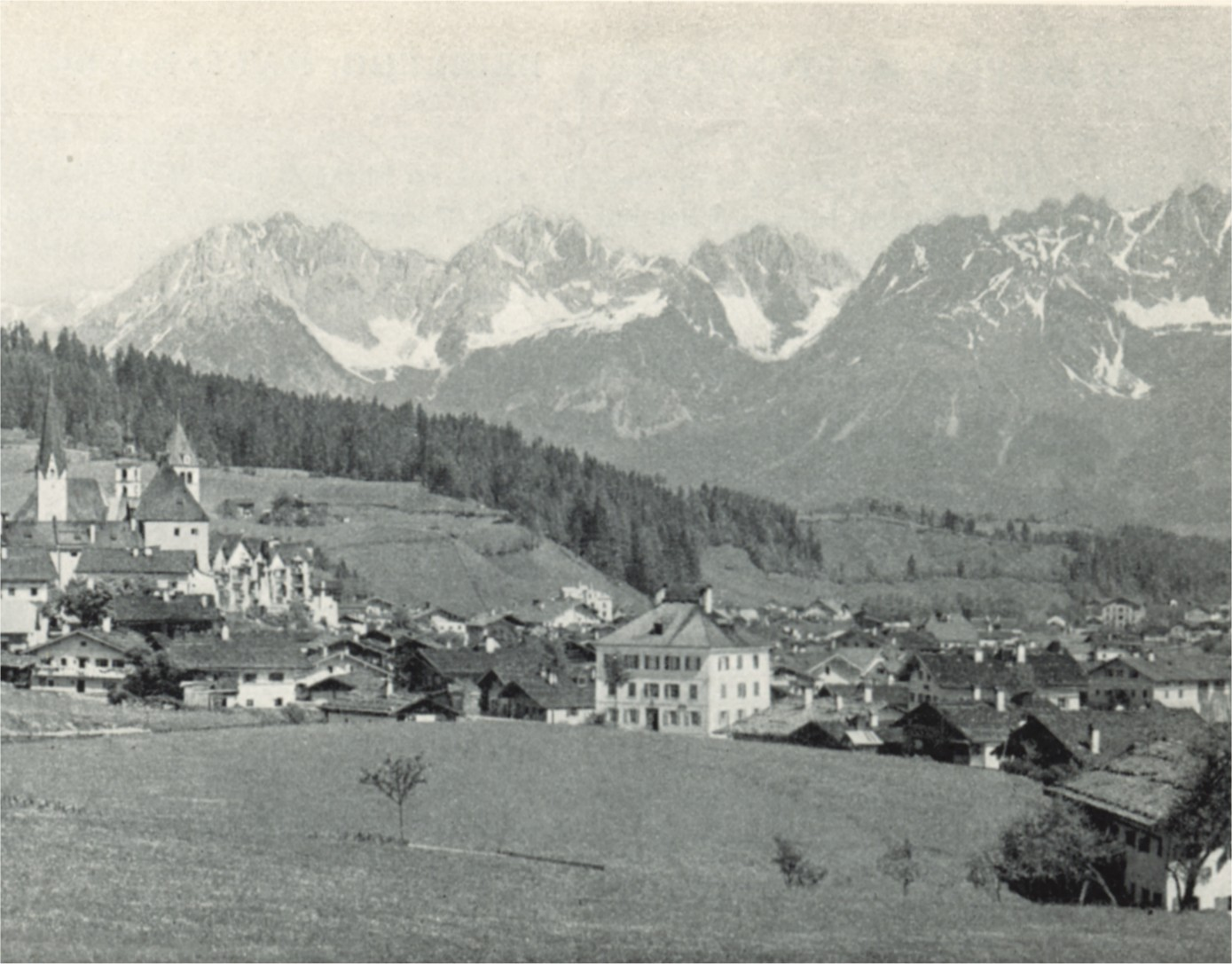
Kitzbühel vers 1898.

Sur l'impulsion du commerçant Franz Reisch (1863–1920), le ski alpin fait son apparition vers 1890 à Kitzbühel. Dans les années 1930, c'est déjà une station huppée où les grandes familles riches d'Autriche et d'Allemagne viennent faire du patin à glace, du curling et du ski. À l'époque du Troisième Reich, elle était également une station aux dirigeants nazis, tels que Albert Speer, Hermann Göring et Joachim von Ribbentrop. Après la Seconde Guerre mondiale, Kitzbühel a pu renouer avec les succès des années précédentes. 

## Sports
Le Tournoi de tennis de Kitzbühel est un tournoi de tennis masculin (ATP 250). Il a lieu fin juillet sur terre battue.
La ville est souvent empruntée pour des courses cyclistes comme le Tour d'Autriche ou d'Allemagne. En 2008, Kitzbühel accueille le passage des coureurs du Tour d'Autriche, le 8 juillet, l'arrivée se situant en haut de la station, au Kitzbüheler Horn (réputé pour ses pourcentages importants), et le 9 juillet, pour le départ de la troisième étape. Le 29 août, le Tour d'Allemagne s'élance de Kitzbühel pour un bref prologue. Le lendemain, la ville est également le départ de la première étape.
En 2013, Kitzbühel accueille une étape de la coupe du monde d'escalade de bloc.
Chaque mois d'août depuis 1979, la ville accueille le départ de la course de montagne du Kitzbüheler Horn.

## Domaine skiable

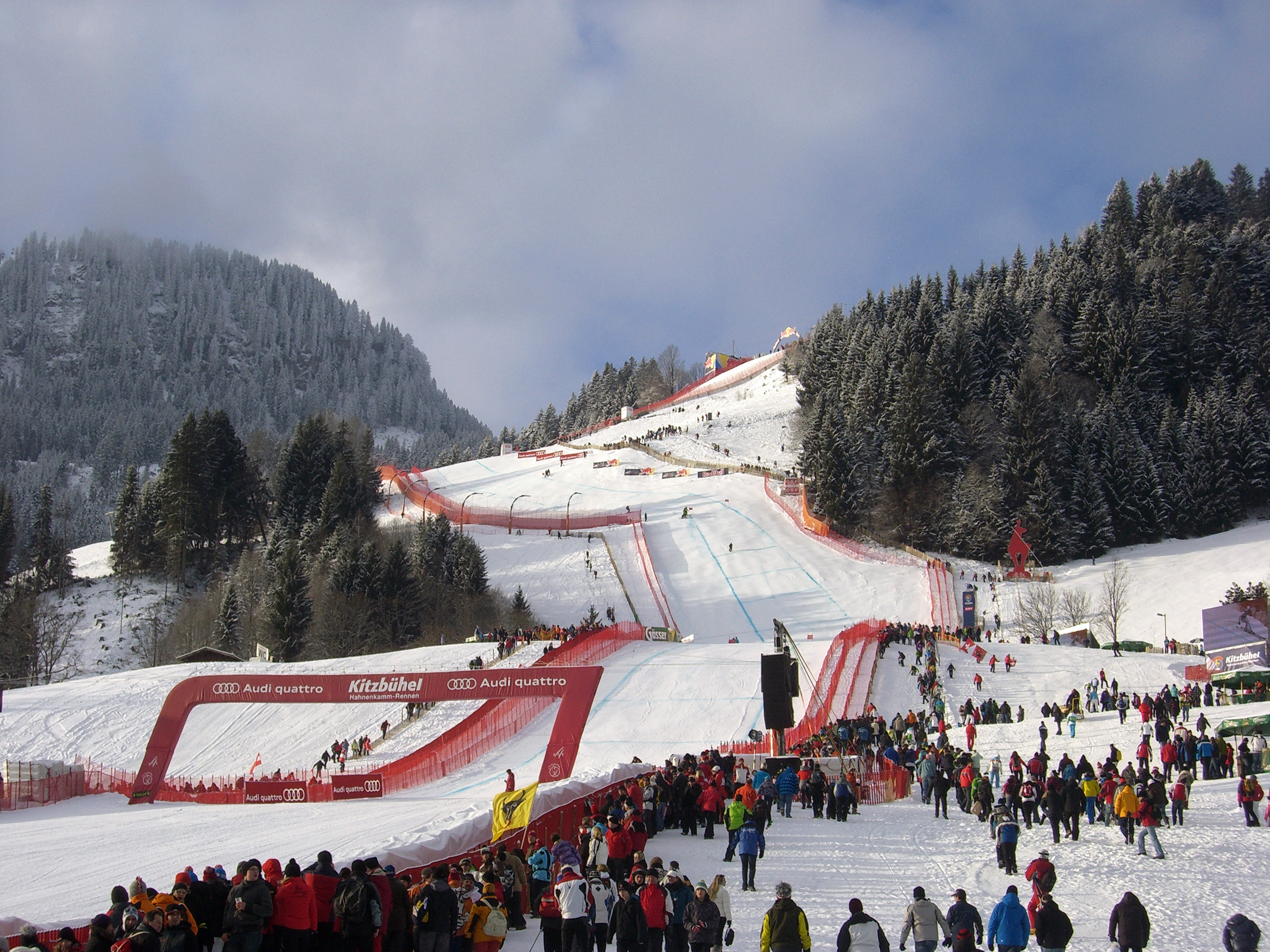
Streif en 2011.

La station se compose de quatre secteurs indépendants les uns des autres : Hahnenkamm-Steingergkogel-Pengelstein (entre 750 et 1 970 m), Kitzbüheler Horn (750 - 2 000 m), Stuckkogel (900 - 1 580 m) et Pass Thurn (930 - 1 980 m), accessibles par un service d'autobus. 64 remontées mécaniques desservent 55 pistes totalisant une longueur de 158 km. Bien qu'elle n'a rien d'exceptionnel sur le plan sportif, située relativement basse à 800 m et avec des sommets culminant à 2 000 m, l'Hahnenkamm (« crête-de-coq ») est une montagne avec une piste très pentue au milieu des sapins, la Streif (le « ruban »).
Contrairement à l'image sportive véhiculée par les compétitions internationales, la station privilégie le ski de détente. Les pistes aménagées parmi les sapins constituent d'agréables et longs itinéraires, faciles (Pengelstein, Kaser) ou de difficulté moyenne (Fleck, Oxalm Nord). Quelques-unes présentent des pentes un peu plus raides, notamment sur les secteurs du Steinbergkogel. Les équipements, anciens sur le massif du Hahnenkamm, se révèlent insuffisants et, pour éviter les longues files d'attente, il est préférable de se rendre à Kirchberg et d'y emprunter la télécabine de Fleckalm, reliant le cœur du massif en 15 min. Le versant opposé du Kitzbüheler Horn, desservi par des remontées mécaniques modernes, offre un précieux complément au domaine, quand l'enneigement permet la descente jusqu'au fond de la vallée.

## Art et culture
Le musée de Kitzbühel offre à tous les visiteurs la possibilité de découvrir l'histoire et la culture de la ville et de la région de Kitzbühel. Au dernier étage du musée, se trouve la galerie Alfons Walde où sont exposés 30 magnifiques tableaux de l'artiste.
Hiver 2004, la municipalité de Kitzbühel réussit à attirer au stade de tennis l'exposition des United Buddy Bears au cours de leur tournée mondiale avant que celle-ci soit présentée sous le titre «The Art of Tolerance» dans plus de 20 métropoles des cinq continents.
Kitzbühel est cité plusieurs fois dans la pièce de théâtre Pauvre France ! (1981) comme étant l'endroit où est partie la femme du protagoniste avec son amant.

## Personnages célèbres
- Georg Grünwald (1490-1530), réformateur et compositeur de cantiques ;
- Andreas Faistenberger (1646-1735), sculpteur et peintre ;
- Benedikt Anton Aufschnaiter (1665-1742), compositeur ;
- Karl Wilhelm von Dalla Torre (1850-1928), naturaliste et entomologiste autrichien ;
- Alphonse de Châteaubriant (1877-1951), écrivain français, mort en exil à Kitzbühel ;
- Alfons Walde (1891-1958), peintre expressionniste et architecte ;
- Peter Aufschnaiter (1899-1973), alpiniste et géographe ;
- Jane Tilden (1910-2002), actrice morte à Kitzbühel ;
- Fritz Huber (1931-2017), skieur alpin ;
- Anderl Molterer (1931-2023), skieur alpin ;
- Ernst Hinterseer (né en 1932), skieur alpin ;
- Mathias Leitner (né en 1935), skieur alpin ;
- Toni Sailer (1935-2009), skieur alpin ;
- Christl Haas (1943-2001), skieuse alpin ;
- Herbert Huber (1944-1970), skieur alpin né et mort à Kitzbühel ;
- Hansi Hinterseer (né en 1954), skieur alpin et chanteur ;
- Klaus Sulzenbacher (né en 1965), skieur du combiné nordique ;
- Markus Gandler (né en 1966), skieur de fond

## Jumelages
- Greenwich (États-Unis) depuis 1961
- Yamagata (Japon) depuis 1963
- Sun Valley (États-Unis) depuis 1967
- Vipiteno (Italie) depuis 1971
- Rueil-Malmaison (France) depuis 1979
- Bad Soden am Taunus (Allemagne) depuis 1984